# 高松三太
髙松 三太（たかまつ さんた、1919年3月29日 - 1979年1月6日）は、日本の騎手（日本競馬会、国営競馬、日本中央競馬会）、調教師（日本中央競馬会（中山競馬場・白井分場、美浦トレーニングセンター））。青森県出身。

## 経歴
1933年8月に、札幌競馬場所属の稗田虎伊調教師へ入門し、1937年に騎手免許を取得。同年7月3日の第1回札幌競馬初日第1競走で初騎乗したが最下位に敗れた。初勝利には少し時間が掛かり、1940年の第1回東京競馬初日第4競走でようやく1勝を挙げた。
戦後、柏谷富衛、武輔彦、久保田金造の各厩舎を経て川上武一厩舎に所属し、1959年には通算300勝を記録したが、重賞勝ちはわずかに中山大障害の1勝のみと縁がなかった。しかし、1960年の優駿牝馬でスターロッチに騎乗して勝利を挙げると、同馬で有馬記念を勝ち、翌年の有馬記念をホマレボシで連覇、更に翌年（1962年）には菊花賞を人気薄のヒロキミで勝利するなど、打って変わって立て続けに重賞勝利を重ねた。
1965年3月をもって騎手を引退し、調教師となって中山競馬場・白井分場に厩舎を開業。1969年には、ミオソチスの馬主であった先代から付き合いのある伊達秀和の持ち馬アローエクスプレスを擁して京成杯3歳ステークスや朝日杯3歳ステークスを勝利し、春のクラシック戦線ではタニノムーティエと覇を争った。
1973年には、241戦47勝で関東調教師リーディングに輝き、その後も常に勝利数10位以内を外すことはなかった。また数々の重賞を制覇し、そのほとんどが愛弟子の柴田政人を鞍上にしての勝利であった。1978年にはファンタストで皐月賞を勝利した。
長男の邦男が調教師免許を取得して順風満帆であったが、翌年1月6日に肝硬変のために急逝した。59歳没。厩舎は、そのまま邦男が受け継いだ。
中島啓之とは娘婿（義理の息子）にあたる。

## 通算成績

### 騎手時代
通算3656戦456勝（うち障害180戦23勝）
- 初騎乗：1937年7月3日 札幌競馬第1競走 ヤタマ（最下位）
- 初勝利：1940年11月7日 東京競馬第4競走 シアボテ

### 重賞勝利
- カミカゼ（中山大障害（春）（1949年））
- スターロッチ（優駿牝馬、有馬記念（1960年）、京王杯オータムハンデキャップ（1961年））
- ホマレボシ（有馬記念（1961年））
- ヒロキミ（菊花賞（1962年））
- ミオソチス（オールカマー（1963年）、東京杯（1964年））

その他
- カブトシロー

### 主な管理馬
- アローエクスプレス（京成杯3歳ステークス、朝日杯3歳ステークス（1969年）、京成杯、NHK杯（1970年））
- ファンタスト（弥生賞、皐月賞（1978年））
- タイホウシロー（セントライト記念 （1972年））
- ジンデン（中山記念（1973年））
- ミホランザン（朝日杯3歳ステークス（1973年））
- ヒカルジンデン（中山記念、ダイヤモンドステークス（1975年））
- ボールドシンボリ（朝日杯3歳ステークス（1975年））
- ランスロット（札幌記念、ステイヤーズステークス（1977年））
- アローバンガード（カブトヤマ記念）

## 主な厩舎所属者
※太字は門下生。括弧内は厩舎所属期間と所属中の職分。
- 柴田政人（1967年-1979年 騎手）
- 高橋司（1970年-1979年 騎手）
- 高松邦男（1972年-1979年 調教助手）